# Deerfield (condado de Dane, Wisconsin)
Deerfield es un pueblo ubicado en el condado de Dane en el estado estadounidense de Wisconsin. En el Censo de 2010 tenía una población de 1.585 habitantes y una densidad poblacional de 18,23 personas por km².

## Geografía
Deerfield se encuentra ubicado en las coordenadas 43°3′52″N 89°3′44″O / 43.06444, -89.06222. Según la Oficina del Censo de los Estados Unidos, Deerfield tiene una superficie total de 86.94 km², de la cual 86.44 km² corresponden a tierra firme y (0.57%) 0.49 km² es agua.

## Demografía
Según el censo de 2010, había 1.585 personas residiendo en Deerfield. La densidad de población era de 18,23 hab./km². De los 1.585 habitantes, Deerfield estaba compuesto por el 93.12% blancos, el 4.42% eran afroamericanos, el 0.13% eran amerindios, el 1.01% eran asiáticos, el 0% eran isleños del Pacífico, el 0.5% eran de otras razas y el 0.82% pertenecían a dos o más razas. Del total de la población el 2.21% eran hispanos o latinos de cualquier raza.